# 鹿部
鹿部（）は、漢字を部首により分類したグループの一つ。
康熙字典214部首では198番目に置かれる（11画の4番目、亥集の12番目）。

## 概要

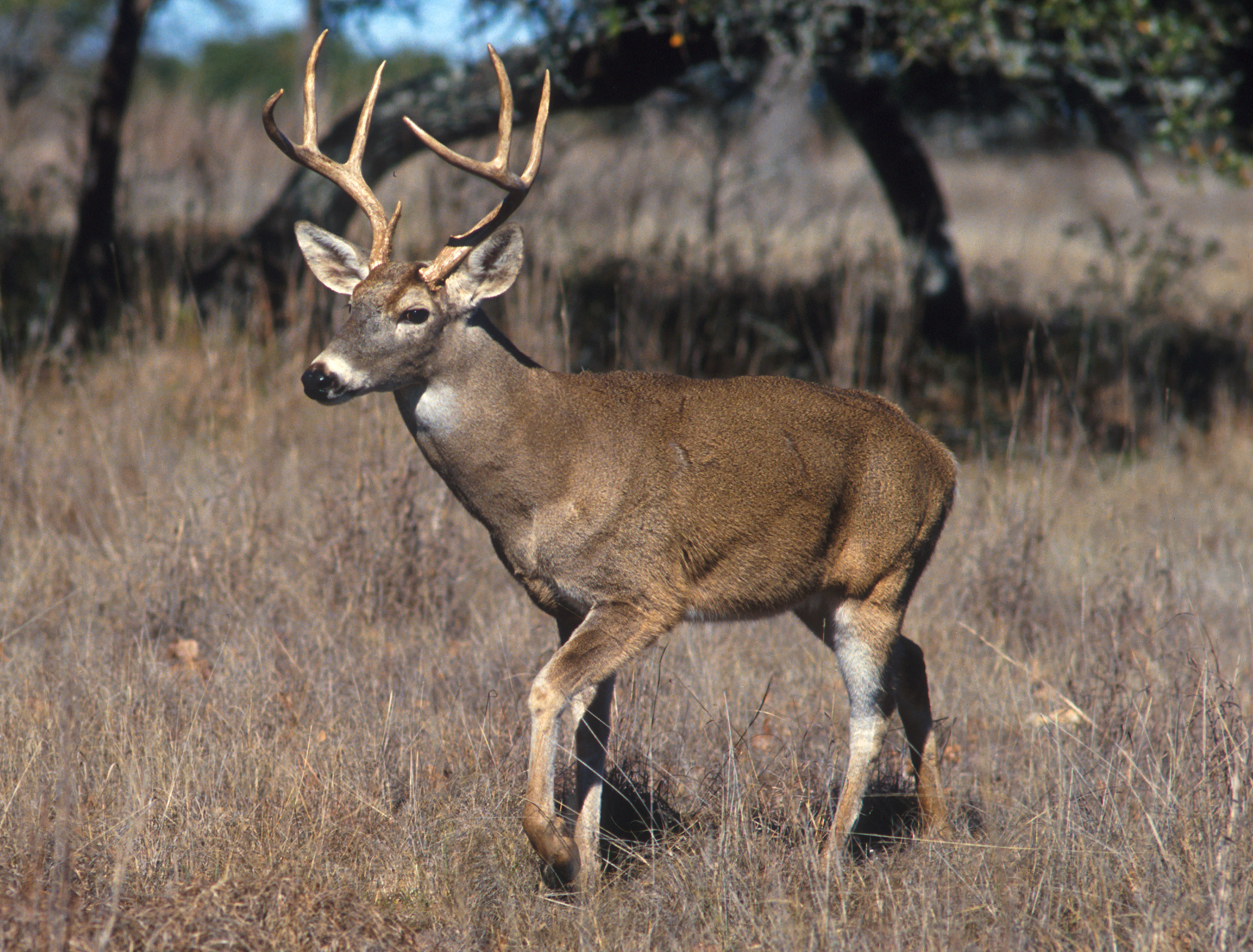
鹿

「鹿」字はシカ科の動物の総称として用いられる。
鹿はよく帝位の比喩として用いられ、群雄割拠の時代、帝位を追い求めて競い合うことを「逐鹿」（「鹿」は「禄」の音に通じる）という。また「鹿」字には粗悪なさま、穀物倉庫、山麓といった意味がある。
その字形は頭に4本の足を持ち、長い角を生やした頭をもった牡鹿に象っている。
偏旁の意符としては鹿や鹿に似た動物に関することを示す。
鹿部はこのような意符を構成要素に持つ漢字を収める。なお「麓」字に関しては声符であるが、木部にではなくこの部に収められている。

## 字体のデザイン差
「亠」同様、「鹿」字の1画目には地域による差異があり、『康熙字典』および日本ではこれを短い縦棒とし、中国の新字形・台湾の国字標準字体・香港の常用字字形表ではこれを点画とする。

## 部首の通称
- 日本：しか、しかへん
- 韓国：사슴록부（saseum rok bu、シカの鹿部）
- 英米：Radical deer

## 部首字
鹿
- 中古音
  - 広韻 - 廬谷切、屋韻、入声
  - 詩韻 - 屋韻、入声
  - 三十六字母 - 来母
- 現代音
  - 普通話 - ピンイン：lù 注音：ㄌㄨˋ ウェード式：lu4
  - 広東語 - Jyutping:luk6 イェール式:luk6
- 日本語 - 音：ロク（漢音・呉音） 訓：しか
- 朝鮮語 - 音：록(rok) 訓：사슴（saseum、シカ）

## 例字
- 鹿
  - 麀・麁・麂・䴟・麃・麄・䴠・䴡・䴢・䴣・麅・麆・麇・麈・䴤・䴥・麉・麊・麋・麌・麍・麎・麐・䴦・麑・麔・麕・麖・䴧・麘・麙・麚・麛・麜・麒・麗・麓・麝・䴫・麟・麠・麡・麢・麣・麤